# Procureur spécial
 (avril 2019).
Si vous disposez d'ouvrages ou d'articles de référence ou si vous connaissez des sites web de qualité traitant du thème abordé ici, merci de compléter l'article en donnant les références utiles à sa vérifiabilité et en les liant à la section « Notes et références ».
La charge de procureur spécial (en anglais, Special prosecutor) est une fonction judiciaire aux États-Unis. 
Un procureur spécial est un avocat nommé pour enquêter et éventuellement poursuivre une situation légale particulière ou des actes potentiellement répréhensibles pour lesquels il existe un conflit d'intérêts pour l'autorité de poursuite habituelle. Par exemple, l'enquête sur une allégation à l'encontre d'un président ou d'un procureur général doit être traitée par un procureur spécial plutôt que par un procureur ordinaire, qui pourrait difficilement enquêter sur leur autorité de tutelle. Les enquêtes auprès d'autres personnes liées au gouvernement, mais pas dans une position d'autorité directe sur le procureur, comme les secrétaires du Cabinet ou les campagnes électorales, ont également été traitées par des procureurs spéciaux.